# Össeby-Garns distrikt
Össeby-Garns distrikt är ett distrikt i Vallentuna kommun och Stockholms län. 
Distriktet ligger i sydöstra delen av kommunen.

## Tidigare administrativ tillhörighet
Distriktet inrättades 2016 och utgörs av socknen Össeby-Garn i Vallentuna kommun.
Området motsvarar den omfattning Össeby-Garns församling hade vid årsskiftet 1999/2000.